# Vladimir Letnicov
Vladimir Letnicov (né le 7 octobre 1981 à Chișinău) est un athlète moldave, spécialiste du triple saut.
Il a sauté à 17,06 m à Belgrade le 23 juin 2002.